# Coelogynopora sewardensis
Coelogynopora sewardensis är en plattmaskart som beskrevs av Ax och Armonies 1990. Coelogynopora sewardensis ingår i släktet Coelogynopora och familjen Coelogynoporidae. Inga underarter finns listade i Catalogue of Life.